# Enrico Dandolo (1882)
«Енріко Дандоло» (італ. Enrico Dandolo) - броненосець типу «Кайо Дуіліо» Королівських військово-морських сил Італії  другої половини 19-го століття.

## Історія створення
Броненосець «Енріко Дандоло» був закладений 6 січня 1873 року на верфі Арсеналу Ла-Спеції. Спущений на воду 10 липня 1878 року, вступив у стрій 11 квітня 1882 року.
Свою назву отримав на честь венеціанського дожа Енріко Дандоло.

## Історія служби
У 1885 році під час маневрів флоту «Енріко Дандоло» як флагман, однотипний броненосець «Кайо Дуіліо» та бронепалубний крейсер «Джованні Бозан» були у складі 1- Дивізії «Західної ескадри», яка атакувала «Східну ескадру», імітуючи франко-італійський конфлікт поблизу Сардинії.
Під час маневрів наступного року «Енріко Дандоло» був включений до складу «ескадри оборони», куди також входили броненосці «Палестро», «Кастельфілардо» та «Аффондаторе», бронепалубний крейсер «Догалі» та торпедний крейсер «Фольгоре» те декілька менших кораблів. Перша частина маневрів перевіряла здатність атакувати та захищати Мессінську протоку і завершилась оглядом флоту королем Умберто I. Друга частина маневрів проводилась спільно з армією, де флот мав висадити десант біля Сан-Вінченцо.
У 1888 році «Енріко Дандоло» брав участь в маневрах, на яких відпрацьовувався захист Ла-Спеції. 
НА маневрах 1893 року «Енріко Дандоло» входив до складу 3-ї Дивізії Активної ескадри, разом з броненосцем «Аффондаторе», торпедним крейсером «Гоїто» та чотирма міноносцями. Під час маневрів кораблі Активної ескадри імітували атаку французького флоту на італійське узбережжя.
Протягом 1895-1898 років «Енріко Дандоло» пройшов модернізацію, якою керував морський інженер Джачінто Пулліно. Старі 450-мм гармати були замінені новими скорострільними 250-мм гарматами. Також була встановлена артилерія меншого калібру для захисту від міноносців. Вона складалась з п'яти 120-мм гармат, шістнадцяти 57-мм гармат, восьми 37-мм гармат та чотирьох кулеметів. Нові гармати головного калібру розміщувались у менших баштах з бронею товщиною 220 мм, що дозволило зменшити водотоннажність корабля до 10 679 т. Також була встановлена нова силова установка, але її потужність залишилась такою самою. Екіпаж корабля збільшився до 495 чоловік.
З 1901 року «Енріко Дандоло» входив до складу Активної ескадри, у 1905 році був переведений до складу Резервної ескадри, коли корабель більшу частину року перебував у порту, без виходів у море, і зі скороченим екіпажем. Пізніше «Енріко Дандоло» використовувався як навчальний корабель.
Під час італійсько-турецької війни «Енріко Дандоло» був включений до складу 5-ї Дивізії, але участі в бойових діях не брав. Він служив сторожовим кораблем біля Тобрука.
Під час Першої світової війни  «Енріко Дандоло» служив кораблем берегової охорони. 
4 липня 1920 року корабель був виключений зі складу флоту та зданий на злам.